# Estimo catastale
Gli estimi catastali sono le rendite dei terreni calcolate dal catasto per fini fiscali con riferimento alla moneta corrente in un determinato periodo (epoca censuaria).
Nell'attuale catasto italiano la determinazione degli estimi può essere diretta o indiretta. Nel primo caso le rendite sono calcolate per ogni singola particella; nel secondo sono calcolate in aziende studio, da cui si ricavano le tariffe d'estimo da applicare a tutti i terreni circostanti. Le tariffe d'estimo sono le rendite per ettaro di superficie di ogni qualità (tipo di coltura) e classe (livello di produttività) con riferimento alla moneta corrente in una determinata epoca censuaria. Esistono nel catasto terreni due tipi di tariffe:
- le tariffe di reddito dominicale;
- le tariffe di reddito agrario.

Il catasto italiano del 1886 nasce a estimo diretto ma, per accelerare i tempi di formazione, nel 1905 divenne a estimo indiretto.
Il catasto fa oggi parte di una articolata struttura amministrativa a livello nazionale denominata Agenzia del territorio, articolata a livello locale in uffici provinciali (ex uffici tecnici erariali).
| Controllo di autorità | Thesaurus BNCF 6608 |